# Daniel Gilfether
Daniel Gilfether (Boston, 17 gennaio 1849 – Long Beach, 3 maggio 1919) è stato un attore statunitense.

## Biografia
Gilfether iniziò la sua carriera in teatro. Il suo nome appare sui cartelloni degli spettacoli di Broadwawy già nel 1887. In seguito, lavorò per il cinema, intraprendendo una carriera di caratterista cinematografico che lo portò, dal 1913 al 1919, a prender parte a sessantun film.

## Filmografia
La filmografia - basata su IMDb - è completa.
- The Buried Past, regia di Reginald Barker - cortometraggio (1913)
- A Turn of the Cards - cortometraggio (1914)
- The Higher Law - cortometraggio (1914)
- His First Love - cortometraggio (1914)
- The Woman Without a Soul - cortometraggio (1914)
- An Unredeemed Pledge - cortometraggio (1914)
- The Criminal Code, regia di William Desmond Taylor (1914)
- The Test of Manhood, regia di Bertram Bracken - cortometraggio (1914)
- The Judge's Wife, regia di William Desmond Taylor - cortometraggio (1914)
- Who Pays?, regia di Harry Harvey, H.M. Horkheimer e Henry King - serial (1915)
- The Bliss of Ignorance - cortometraggio (1915)
- The Price of Fame, regia di H.M. Horkheimer - cortometraggio (1915)
- The Pursuit of Pleasure, regia di Harry Harvey - cortometraggio (1915)
- When Justice Sleeps, regia di Harry Harvey - cortometraggio (1915)
- The Love Liar, regia di Harry Harvey - cortometraggio (1915)
- Unto Herself Alone, regia di Harry Harvey - cortometraggio (1915)
- Houses of Glass, regia di Harry Harvey - cortometraggio (1915)
- Today and Tomorrow - cortometraggio (1915)
- For the Commonwealth, regia di Harry Harvey - cortometraggio (1915)
- The Pomp of Earth, regia di Harry Harvey - cortometraggio (1915)
- The Fruit of Folly, regia di Harry Harvey - cortometraggio (1915)
- Toil and Tyranny, regia di Harry Harvey - cortometraggio (1915)
- The Tomboy, regia di William Wolbert - cortometraggio (1915)
- The Lost Secret - cortometraggio (1915)
- Should a Wife Forgive?, regia di Henry King (1915)
- The Red Circle, regia di Sherwood MacDonald - serial (1915)
- The Heart Breakers - cortometraggio (1916)
- Who Knows? - cortometraggio (1916)
- Mismates, regia di Bertram Bracken - cortometraggio (1916)
- The Home Breakers, regia di Bertram Bracken - cortometraggio (1916)
- When Might Is Right, regia di Henry King - cortometraggio (1916)
- The Broken Promise - cortometraggio (1916)
- An Old Man's Folly, regia di Reeves Eason - cortometraggio (1916)
- Pay Dirt, regia di Henry King (1916)
- The Matrimonial Martyr, regia di Sherwood MacDonald (1916)
- The Dupe - cortometraggio (1916)
- Faith's Reward, regia di Henry King - cortometraggio (1916)
- The Better Instinct, regia di Bertram Bracken - cortometraggio (1916)
- From the Deep - cortometraggio (1916)
- The Sultana, regia di Sherwood MacDonald (1916)
- Shadows and Sunshine, regia di Henry King (1916)
- Twin Kiddies, regia di Henry King (1917)
- Told at Twilight, regia di Henry King (1917)
- Vengeance of the Dead, regia di Henry King (1917)
- The Wildcat, regia di Sherwood McDonald (1917)
- Sunshine and Gold, regia di Henry King (1917)
- The Checkmate, regia di Sherwood McDonald (1917)
- A Bit of Kindling, regia di Sherwood MacDonald (1917)
- The Girl Angle, regia di Edgar Jones (1917)
- Brand's Daughter, regia di Harry Harvey (1917)
- His Old-Fashioned Dad (1917)
- Zollenstein, regia di Edgar Jones (1917)
- The Price of Folly - serial (1918)
- Sold for Gold - cortometraggio (1918)
- The Locked Heart, regia di Henry King (1918)
- No Children Wanted, regia di Sherwood MacDonald (1918)
- The Midnight Burglar, regia di Robert Ensminger (1918)
- Wanted: A Brother, regia di Robert Ensminger (1918)
- Little Miss Grown-Up, regia di Sherwood MacDonald (1918)
- The Mantle of Charity, regia di Edward Sloman (1918)
- Angel Child, regia di Henry Otto (1919)

## Spettacoli teatrali
- The Deacon's Daughter (Broadway, 7 novembre 1887)
- A Romance of Athlone (Broadway, 9 gennaio 1899)
- A Romance of Athlone (Broadway, 29 gennaio 1900)
- Garrett O'Magh (Broadway, 7 gennaio 1901)
- A Romance of Athlone (Broadway, 18 marzo 1901)
- Arrah-Na-Pogue, di Dion Boucicault (Broadway, 7 settembre 1903)
- Siberia (Broadway, 16 gennaio 1905)